# Plagodis keutzingaria
Plagodis keutzingaria là một loài bướm đêm trong họ Geometridae.